# Hang Jebat Stadium
Das Hang Jebat Stadium ist ein multifunktionales Stadion in Krubong / Paya Rumput, ca. 5 km vom Flughafen Malakka und 15 km von der Stadt Malakka entfernt, im Bundesstaat Malakka von Malaysia. Es wurde nach Hang Jebat, einem in Malakka berühmten malayischen Kampfkünstler des Silat im historischen Sultanat von Malakka des 15. Jahrhunderts benannt. 

## Geschichte
Es wurde im September 2004 eröffnet. Das Stadion ist das Heimstadion des Fußballklubs Melaka United und wird meist für Fußballspiele verwendet. Das Stadion hat eine Kapazität von 40.000 Plätzen.
Es beheimatete die Sukma Games 2010 und die Malaysia Para Games 2010. Im September 2013 fanden sieben Spiele des AFC President’s Cups 2013 statt, darunter auch das Finale zwischen dem turkmenischen Balkan FK und dem Khan Research Laboratories FC aus Pakistan (1:0).

## Galerie

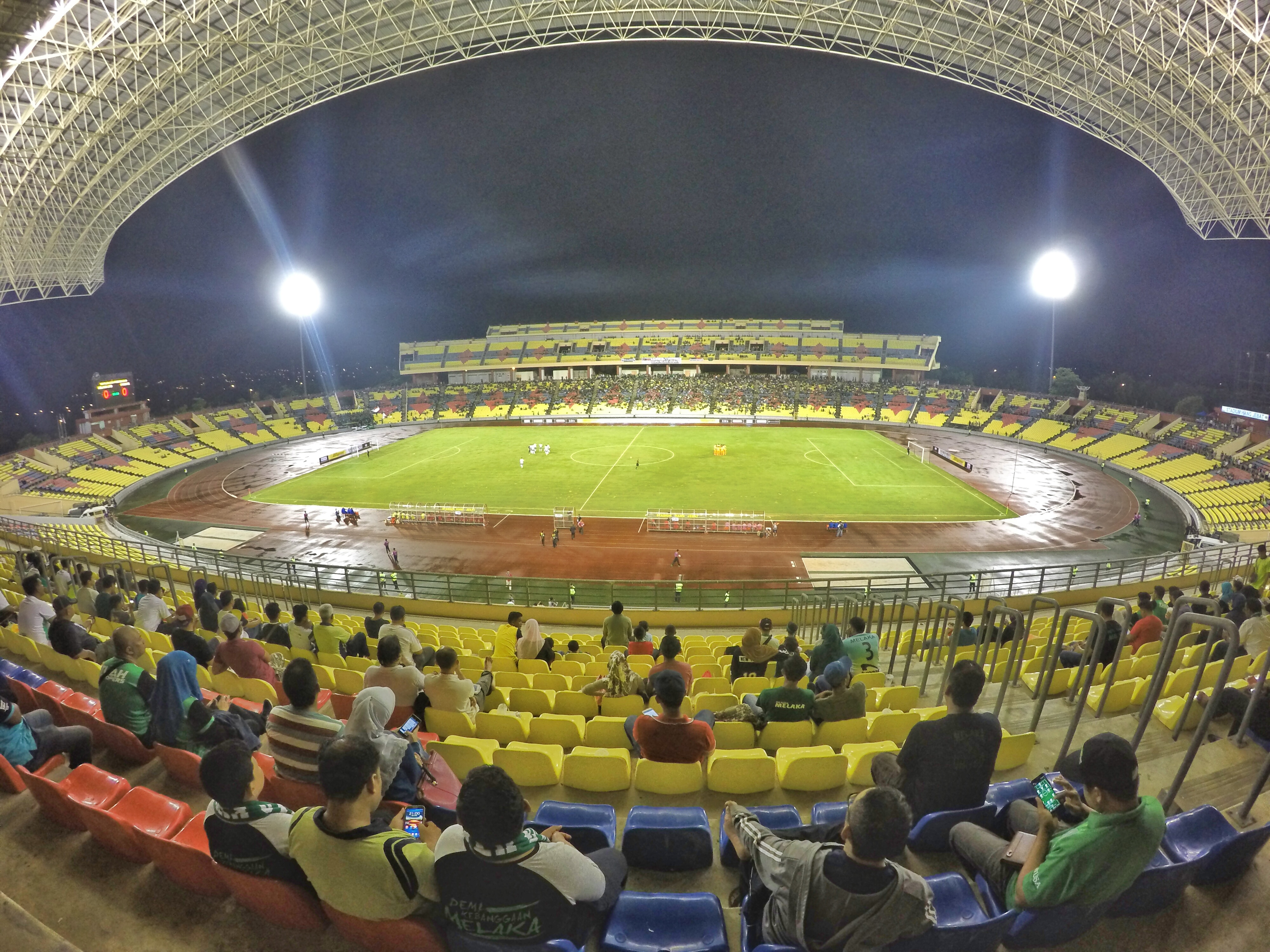
Ansicht vom Dach
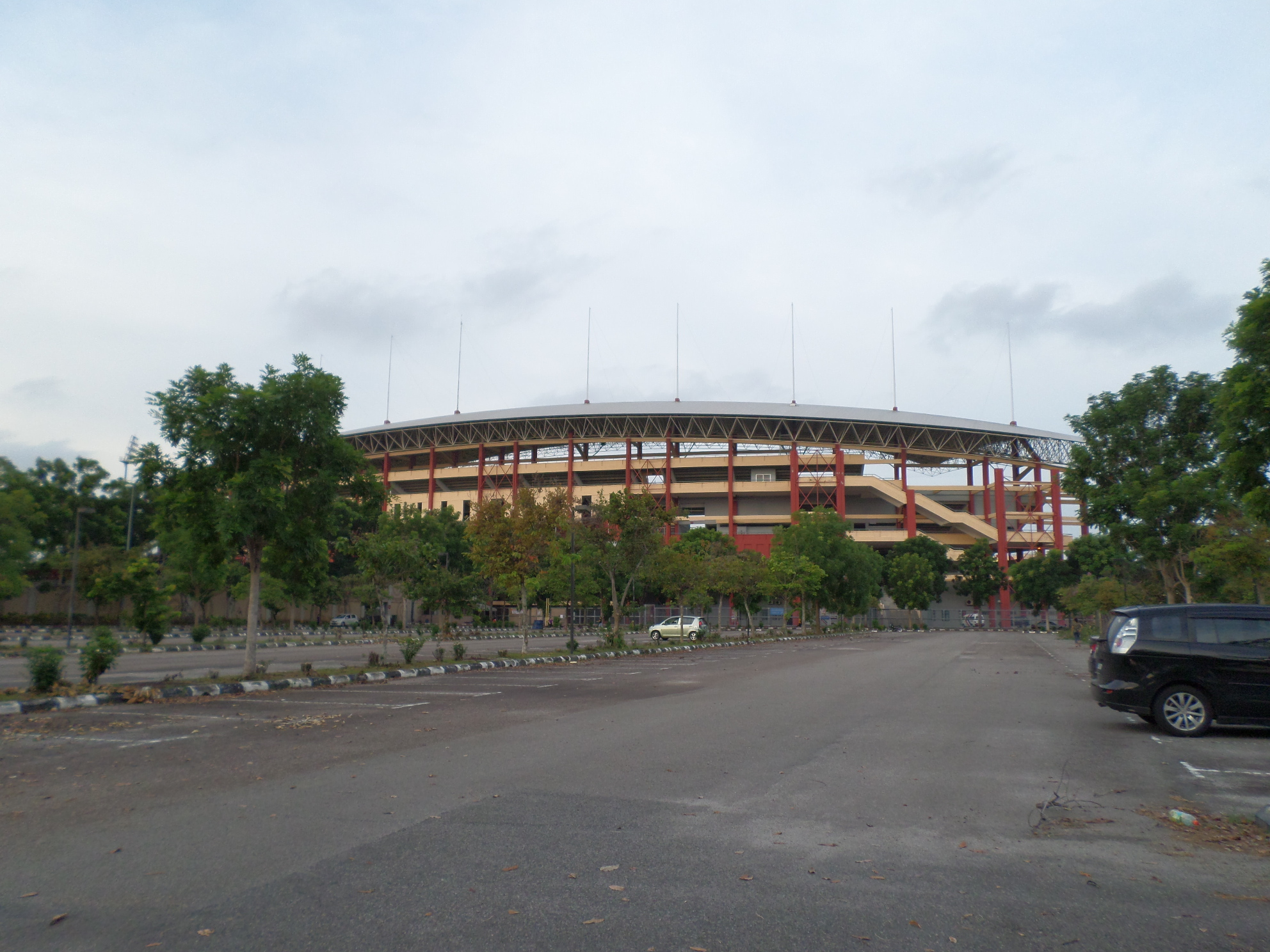
Außenansicht
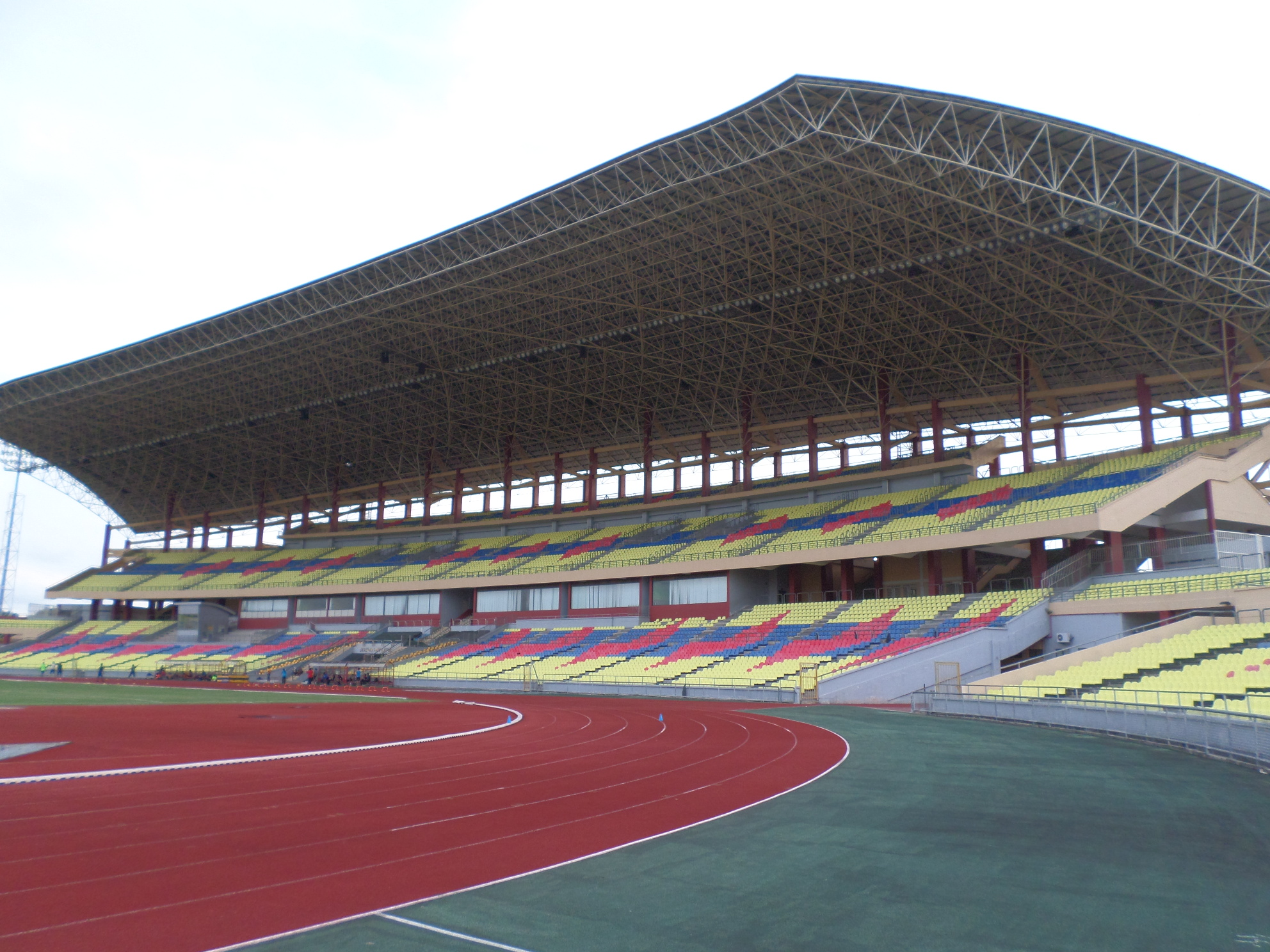
Innenansicht